# 수소 (축구 선수)
헤수스 호아킨 페르난데스 사엔스 데 라 토레(스페인어: Jesús Joaquín Fernández Sáenz de la Torre, 1993년 11월 19일 ~ )는 흔히 수소(Suso)라고 불리는 스페인의 축구 선수로, 현재 세비야 FC의 공격형 미드필더로 뛰고 있다.

## 수상
- 세리에A 이달의 선수상
- 세리에A 올해의 골
- AC밀란 팀내 한시즌 최다도움
- 세리에A 도움왕 2위